# John Fashanu
John Fashanu (ur. 18 września 1962 w Londynie) – angielski piłkarz pochodzenia nigeryjsko-gujańskiego występujący na pozycji napastnika. Trener piłkarski. Brat piłkarza Justina Fashanu.

## Kariera klubowa
Fashanu jest synem Gujanki i Nigeryjczyka. Zawodową karierę rozpoczynał w 1981 roku w zespole Norwich City z Division Two. W 1982 roku awansował z nim do Division One. W tym samym roku przebywał na wypożyczeniu w nowozelandzkim Miramar Rangers. W 1983 roku grał zaś na wypożyczeniu w Crystal Palace z Division Two.
W 1984 roku Fashanu odszedł do Lincoln City z Division Three. Grał tam przez dwa lata, a potem przeniósł się do innego zespołu Division Three, Millwall. W 1985 roku awansował z nim do Division Two. Na początku 1986 roku za kwotę 125 tysięcy funtów przeszedł do Wimbledonu, również występującego w Division Two. W tym samym roku awansował z nim do Division One. W 1988 roku wraz z klubem zdobył natomiast Puchar Anglii. W 1992 roku rozpoczął z nim starty w Premier League.
W 1994 roku Fashanu przeniósł się do Aston Villi, także grającej w Premier League. W 1995 roku zakończył karierę.

## Kariera reprezentacyjna
W reprezentacji Anglii Fashanu rozegrał dwa spotkania. Zadebiutował w niej 23 maja 1989 roku w zremisowanym 0:0 towarzyskim meczu z Chile. Po raz drugi w drużynie narodowej wystąpił 27 maja 1989 roku w wygranym 2:0 towarzyskim spotkaniu ze Szkocją.